# John Seeman
John Theodore Seeman (* 1950 in Marshalltown, Iowa)  ist ein US-amerikanischer Physiker, der sich mit Teilchenbeschleunigern beschäftigt.
Seeman studierte Physik an der Iowa State University (Bachelor 1973) und wurde an der Cornell University promoviert, wobei er den Injektor für den Elektron-Positron Collider CESR (Cornell Electron Storage Ring) entwarf. Danach war er drei Jahre am CESR, bevor er ab 1982 am SLAC am Aufbau des Linearbeschleunigers SLC mitwirkte. Ab 1993 leitete er den Bau des Beschleunigers für die PEP-II B-Mesonenfabrik (an der das BaBar-Experiment ausgeführt wurde). Nach dessen Fertigstellung wurde er 1999 Leiter der Beschleunigersparte beim SLAC und ab 2002 war er dort Assistant Director der Technischen Abteilung.
Er ist Fellow der American Physical Society und erhielt 2004 den Robert R. Wilson Prize. Außerdem erhielt er den IEEE Particle Accelerator Science and Technology Award. Für die Fertigstellung des PEP-II erhielt er 2000 einen Projektmanagement-Preis des US Department of Energy.